# Шастово-Заберезное
Шастово-Заберезное — деревня в Сокольском районе Вологодской области.
Входит в состав Пригородного сельского поселения, с точки зрения административно-территориального деления — в Пригородный сельсовет.
Расстояние по автодороге до районного центра Сокола — 24 км, до центра муниципального образования Литеги — 11 км. Ближайшие населённые пункты — Конаново, Камское, Шастово.
По переписи 2002 года население — 1 человек.